# Стробос
Стробос (нід. Stroobos) — село в нідерландській провінції Фрисландія. Входить до муніципалітету Ахткарспелен.
Його площа становить 2,94км², а населення станом на 2021 рік складало 315 осіб.
Складає так зване «здвоєне село» із сусіднім Геркесклостером, тобто на практиці є з ним одним населеним пунктом, який, утім, є розділеним між різними адміністративними одиницями. Так Стробос до 1993 року належав до складу сусідньої провінції Гронінген. Згодом його територія була передана до складу Фрисландії, утім з юридичної точки зору здвоєне селе продовжує вважатися двома окремими населеними пунктами.
1850 року у Стробосі були збудовані причальні споруди, що надало промисловий вектор розвитку села. Близько 1900 року тут було збудовано молокозавод, потужності якого були згодом доведені до 57 тисяч тон сиру на рік.

## Галерея

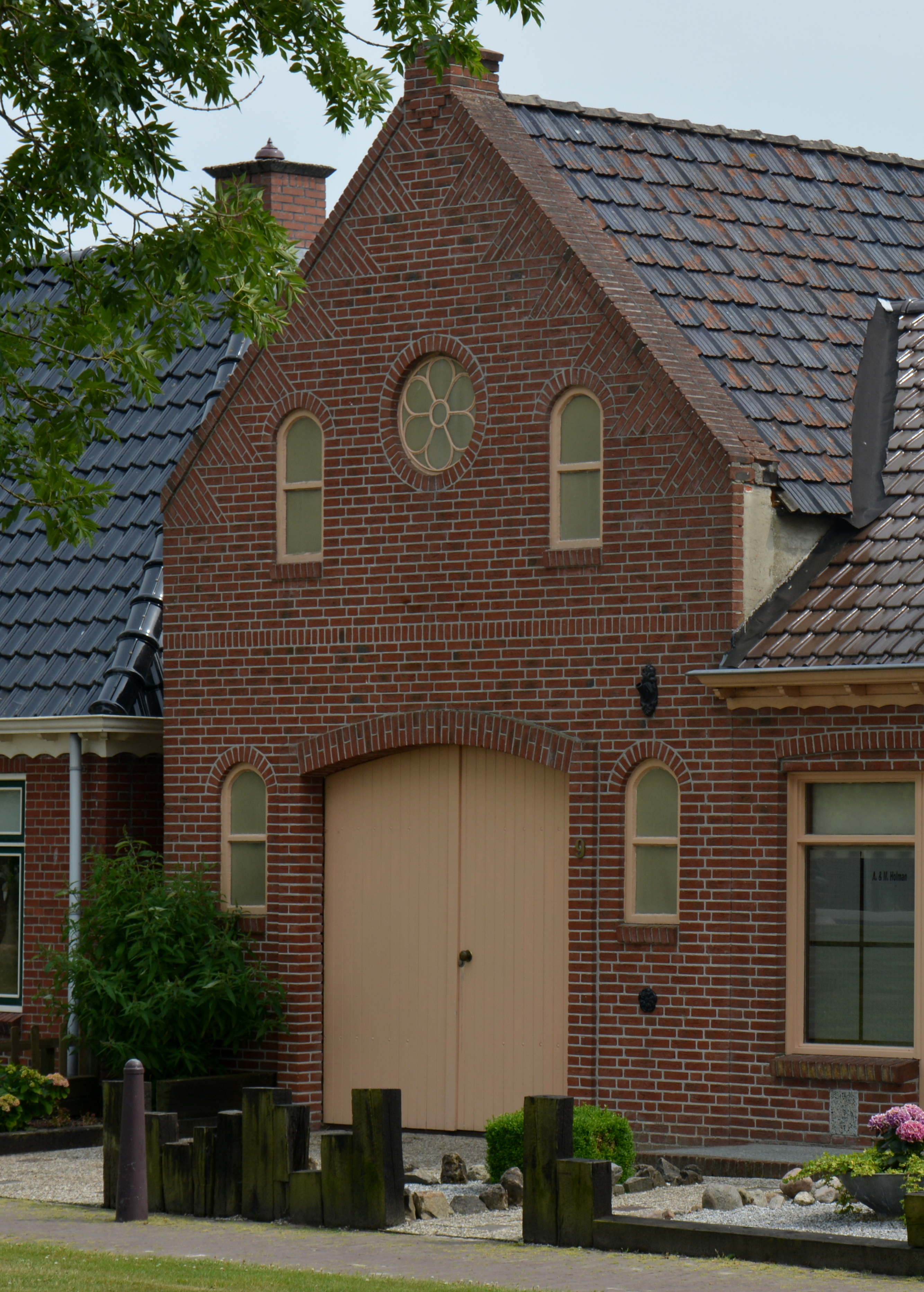
Будівля колишньої церкви
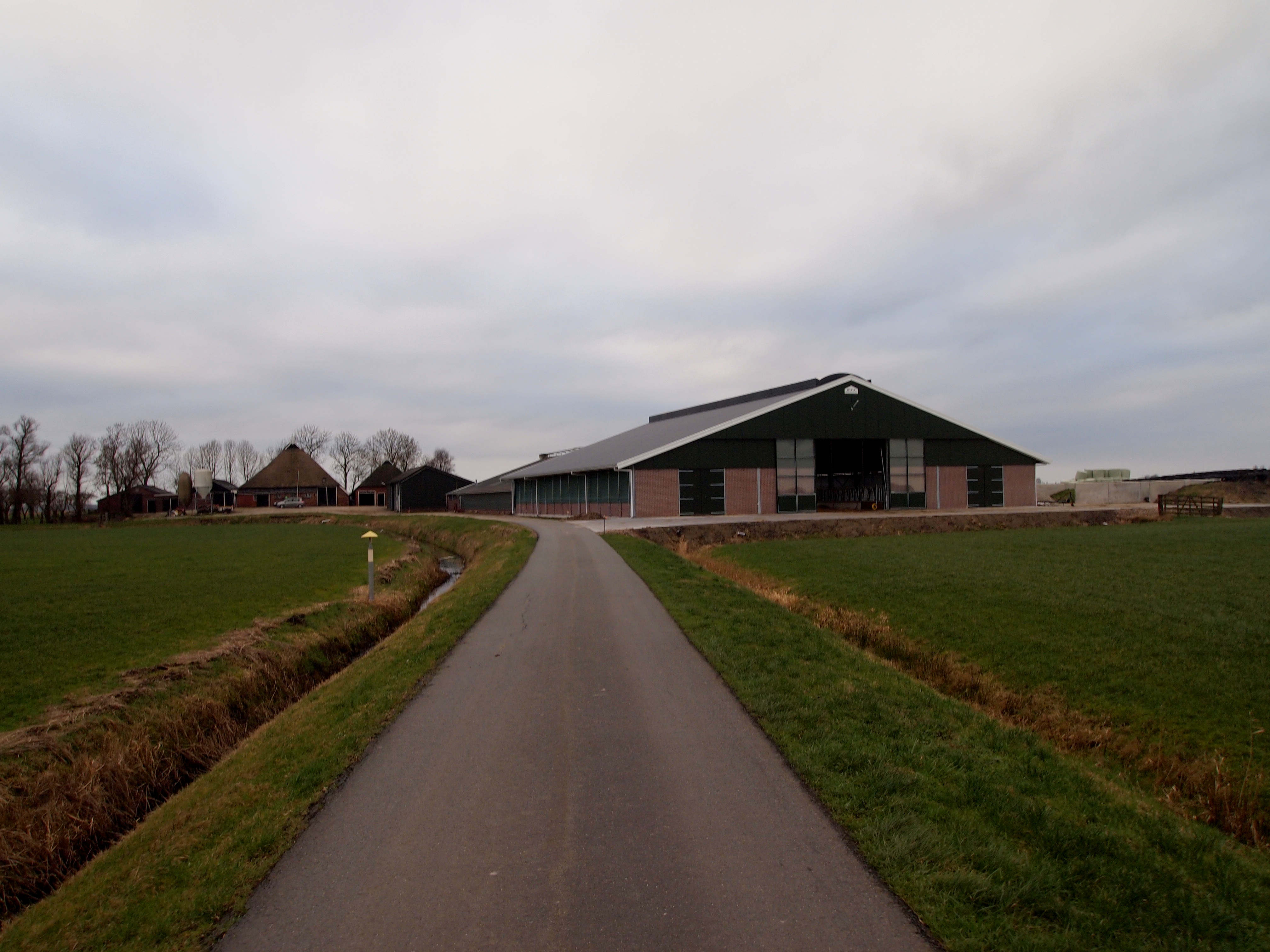
Ферма у селі
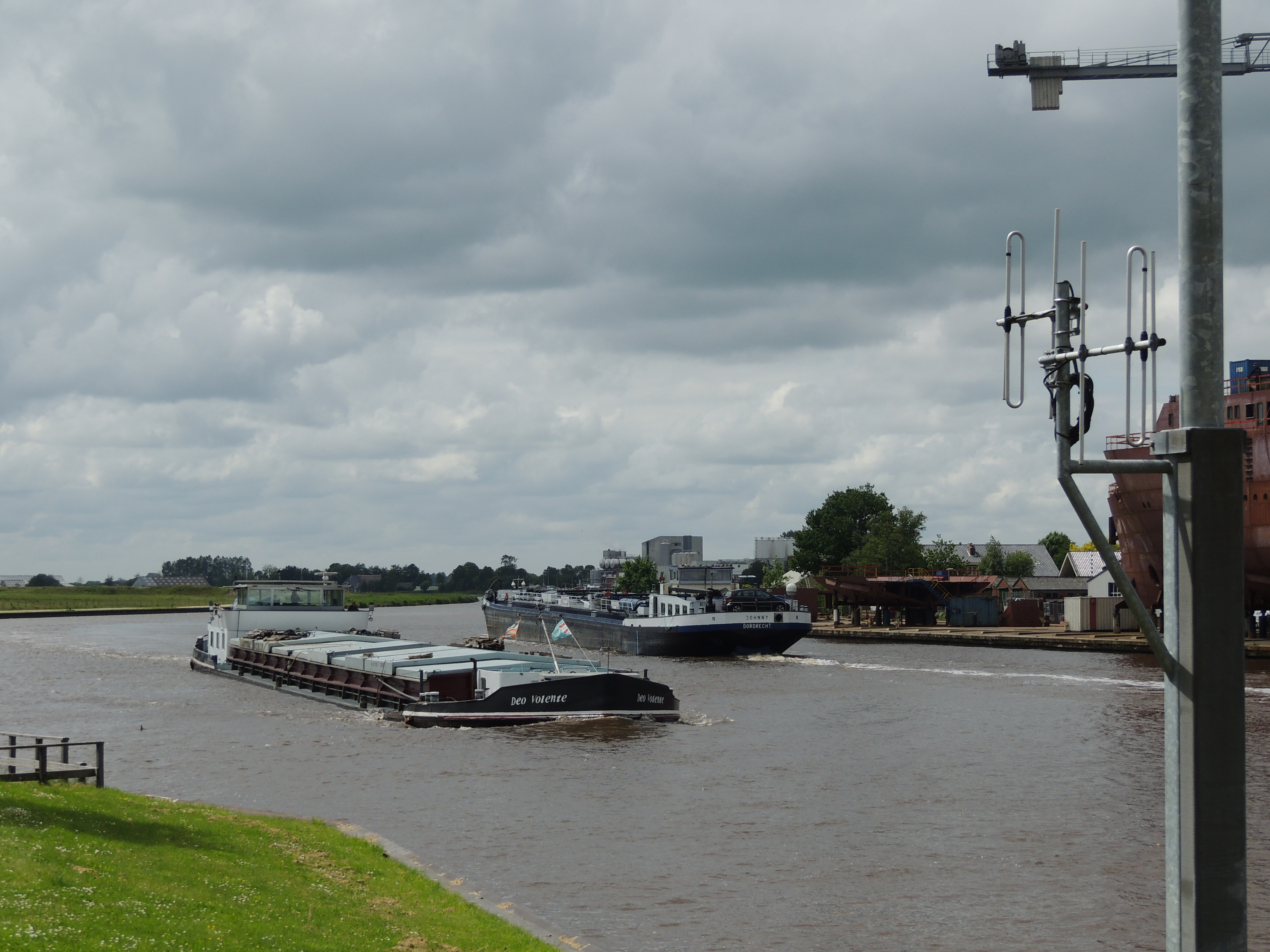
Човни на каналі
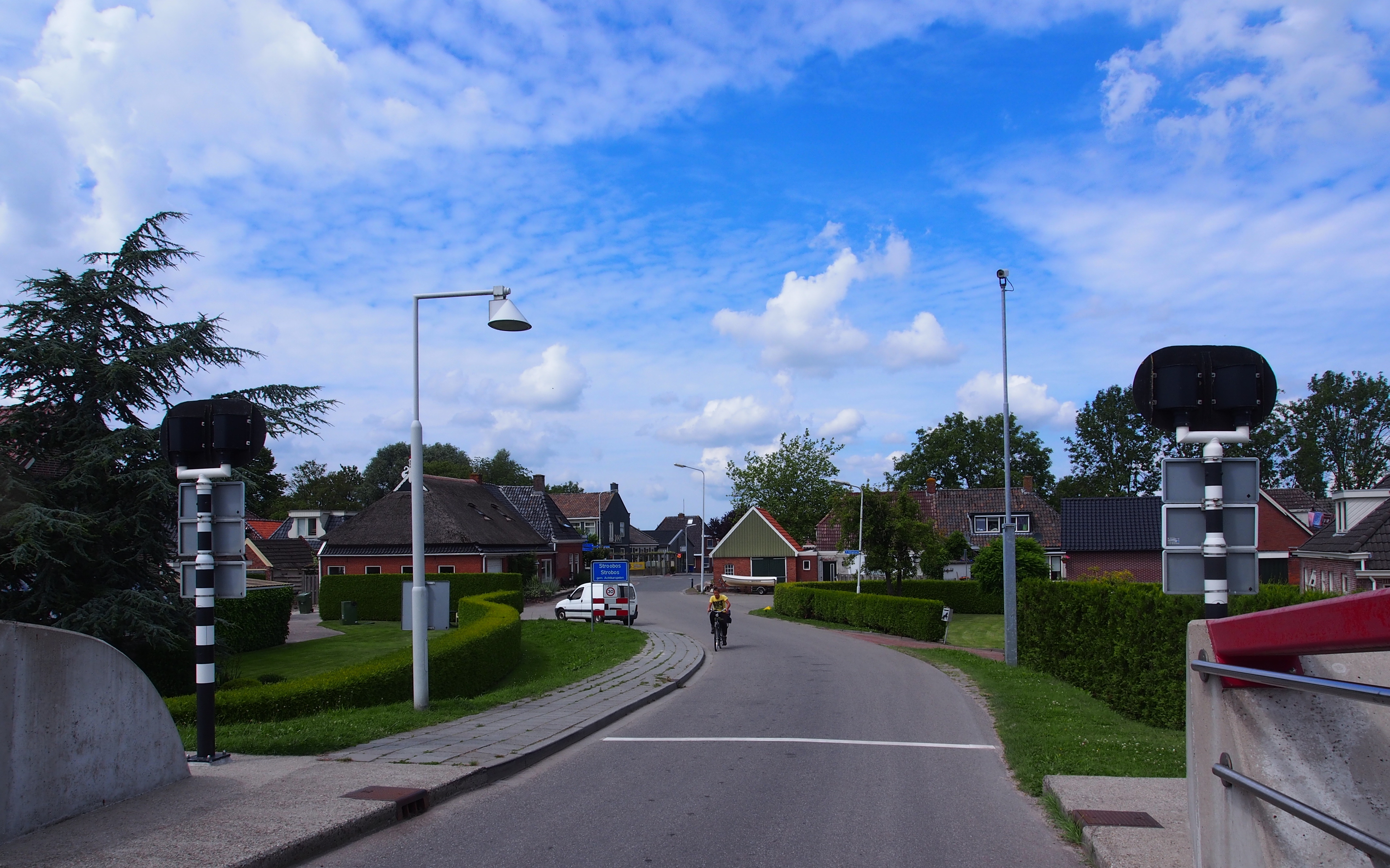
В'їзд до села